# Delia oppidans
Delia oppidans este o specie de muște din genul Delia, familia Anthomyiidae. A fost descrisă pentru prima dată de Huckett în anul 1929.
Este endemică în British Columbia. Conform Catalogue of Life specia Delia oppidans nu are subspecii cunoscute.